# Mali detel
Mali detel (znanstveno ime Dryobates minor) je vrsta ptičev iz družine žoln, ki gnezdi po večjem delu Evrazije.

## Opis
Mali detel večino časa preživi v vrhovih visokih dreves v gozdovih in parkih. Zanj so značilne široke bele proge na perutih ter tanjše črne proge na sivo-belem spodnjem delu hrbta. V dolžino mero od 14 do 16 cm, razpon kril pa je od 24 do 29 cm.
Samec ima škrlatno krono, rjavo čelo in črno progo od baze kljuna do vratu. Zatilje in zgornji del hrbta sta črne barve, spodnji del je bel s črnimi progami. Preko peruti potekajo tri široke bele proge, progasta pa so tudi zunanja repna peresa. Trebuh je bele barve, boki so progasti. Kljun in noge so sive barve.
Samica ima belo krono, mladiči pa imajo vsi škrlatno glavo. Barva perja se z letnimi časi ne spreminja. 
V Sloveniji je zaradi izginjanja starih sadovnjakov in drugih starih dreves spoznan za ogroženega in je kot ranljiva vrsta uvrščen na Rdeči seznam ptičev gnezdilcev.

## Ekologija
Mali detel živi v podobnem habitatu kot veliki detel, kateremu je na videz tudi podoben. Oglaša se s ponavljajočim, glasnim, "keek". Oglaša se preko selega leta, bolj intenzivno pa med dvorjenjem. 
Osnovna hrana malega detla so ličinke podlubnikov, do katerih pride z odstranjevanjem drevesne skorje in odmrlega lesa pod njo. Koščki lubja in lesa ob vznožju drevesa so tako eden prvih znakov, da so drevesa napadena v krošnjah. Mali detel hrano išče od pomladi do jeseni, zaradi majhne velikosti ličinke išče tudi pod skorjo tanjših vej. Med dvorjenjem se običajno hrani z žuželkami, ki jih pobira s površine drevesa. Tudi mlade hrani s tovrstnimi žuželkami in njihovimi ličinkami. Redko se mali detel prahranjuje tudi s sadeži, dokaj pogosto pa spomladi liže drevesni sok, ki priteče iz ranjenih vej. Mali detel noč preživi v drevesni duplini, ki jo izdolbe za gnezdo. Občasno za duplo poveča obstoječe razpoke v lesu. Dupline izteše na višinah med 10 in 20 metrov, njihov premer pa je od 2,5 do 5 cm. Gnezdo ustvari na koncu preko 30 cm dolgega, poševno padajočega rova in ga nastelje z lesnimi okruški in lesnim drobirjem. V gnezdo samica izleže od 5 do 8 svetlo bleščečih jajc, ki jih izmenično valita oba starša. Na leto ima mali detel le eno leglo.
Mali detel je po večini ptica stalnica, občasno pa se tudi seli. Pozimi lahko zaradi nizkih temperatur populacija upade, vremenske razmere spomladi pa vplivajo na parjenje. 

## Taksonomija
Malega detla je prvi opisal švedski naravoslovec Carl Linnaeus leta 1758 v 10. izdaji Systema Naturae pod imenom Picus minor. Leta 1816 je vrsto nemški naravoslovec Carl Ludwig Koch premaknil v rod Dendrocopos. Molekularna filogenetska študija, objavljena leta 2015 je dokazala, da rod Dendrocopos ni monofiletska skupina, zaradi česar je bil mali detel premaknjen v rod Dryobates,, ki ga je prvotno že leta 1826 poimenoval nemški naravoslovec Friedrich Boie. Ime Dryobates izvira iz starogrških besed druos, ki pomeni gozd ter batēs, ki pomeni sprehajalec. Dodatek minor je latinska beseda za "mali".
Obstaja 13 priznanih podvrst malega detla:
- D. m. comminutus (Hartert, 1907) – Anglija in Wales
- D. m. minor (Linnaeus, 1758) – Skandinavija in severovzhod Poljske do Urala
- D. m. kamtschatkensis (Malherbe, 1860) – Ural do Ohotskega morja in severne Mongolije
- D. m. immaculatus (Stejneger, 1884) – porečje reke Anadir in Kamčatka (vzhodna Sibirija)
- D. m. amurensis (Buturlin, 1908) – severovzhodna Kitajska, Sibirija, Koreja in Hokaido (Japonska)
- D. m. hortorum (Brehm, CL, 1831) – osrednja Evropa
- D. m. buturlini Hartert, 1912 – južna Evropa
- D. m. danfordi (Hargitt, 1883) – Grčija in Turčija
- D. m. colchicus (Buturlin, 1908) Kavkaz in Transkakvazija
- D. m. quadrifasciatus (Radde, 1884) – jugovzhodni Azerbajdžan
- D. m. hyrcanus (Zarudny & Bilkevitch, 1913) – severni Iran
- D. m. morgani (Zarudny & Loudon, 1904) – jugozahodni Iran
- D. m. ledouci (Malherbe, 1855) – severozahodna Afrika